# Campionati del mondo di triathlon del 2018 - Nottingham
La  gara della serie dei Campionati mondiali di triathlon del 2018 si è tenuta a Nottingham, Regno Unito in data 6 giugno 2018.

## Risultati
| Pos. | Atleta                                                                             | Paese         | 1 frazione | 2 frazione | 3 frazione | 4 frazione | Totale    |
| ---- | ---------------------------------------------------------------------------------- | ------------- | ---------- | ---------- | ---------- | ---------- | --------- |
|      | Kirsten Kasper Eli Hemming Katie Zaferes Matthew McElroy                           | Stati Uniti   | 00:20:51   | 00:19:46   | 00:20:55   | 00:19:43   | 01:21:16" |
|      | Non Stanford Thomas Bishop Vicky Holland Jonathan Brownlee                         | Regno Unito   | 00:21:03   | 00:19:35   | 00:21:28   | 00:19:37   | 01:21:45" |
|      | Cassandre Beaugrand Pierre Le Corre Mathilde Gautier Léo Bergere                   | Francia       | 00:20:43   | 00:19:38   | 00:21:58   | 00:19:38   | 01:21:57" |
| 4    | Charlotte McShane Aaron Royle Ashleigh Gentle Ryan Bailie                          | Australia     | 00:21:38   | 00:19:15   | 00:21:09   | 00:19:55   | 01:21:58" |
| 5    | Rachel Klamer Marco Van Der Stel Maya Kingma Jorik Van Egdom                       | Paesi Bassi   | 00:21:14   | 00:19:40   | 00:21:22   | 00:19:44   | 01:22:02" |
| 6    | Julie Derron Sylvain Fridelance Nicola Spirig Simon Westermann                     | Svizzera      | 00:21:20   | 00:19:49   | 00:21:16   | 00:19:47   | 01:22:14" |
| 7    | Amelie Kretz Tyler Mislawchuk Joanna Brown Matthew Sharpe                          | Canada        | 00:21:40   | 00:19:30   | 00:21:29   | 00:19:42   | 01:22:23" |
| 8    | Alberte Kjær Pedersen Andreas Schilling Anne Holm Emil Holm                        | Danimarca     | 00:21:15   | 00:19:39   | 00:21:38   | 00:19:50   | 01:22:23" |
| 9    | Angelica Olmo Delian Stateff Verena Steinhauser Gianluca Pozzatti                  | Italia        | 00:21:03   | 00:19:57   | 00:21:33   | 00:19:50   | 01:22:25" |
| 10   | Laura Lindemann Jonas Schomburg Lena Meißner Jonas Breinlinger                     | Germania      | 00:21:02   | 00:19:45   | 00:21:48   | 00:19:50   | 01:22:26" |
| 11   | Zsófia Kovács Tamás Tóth Zsanett Bragmayer Gábor Faldum                            | Ungheria      | 00:21:35   | 00:19:52   | 00:21:11   | 00:19:50   | 01:22:30" |
| 12   | Nicole Van Der Kaay Tayler Reid Ainsley Thorpe Sam Ward                            | Nuova Zelanda | 00:21:09   | 00:19:27   | 00:22:13   | 00:20:13   | 01:23:04" |
| 13   | Anna Godoy Contreras Francesc Godoy Contreras Sara Perez Sala Antonio Benito Lopez | Spagna        | 00:21:13   | 00:20:05   | 00:21:42   | 00:20:04   | 01:23:05" |
| 14   | Sara Vilic Alois Knabl Julia Hauser Lukas Hollaus                                  | Austria       | 00:21:22   | 00:19:41   | 00:21:43   | 00:20:30   | 01:23:18" |
| 15   | Gillian Sanders Richard Murray Anel Radford Henri Schoeman                         | Sudafrica     | 00:21:38   | 00:19:32   | 00:23:19   | 00:21:45   | 01:26:15" |
| 16   | Minami Kubono Mitsuho Mochizuki Miyu Sakai Kyotaro Yoshikawa                       | Giappone      | 00:21:20   | 00:20:39   | 00:23:48   | 00:21:16   | 01:27:05" |